# Los 100 (serie de televisión)
Los 100 (en inglés: The 100, pronunciado The Hundred ) es una serie de televisión estadounidense de drama y ciencia ficción postapocalíptica que se estrenó el 19 de marzo de 2014 en The CW. La serie, desarrollada por Jason Rothenberg, se basa vagamente en la serie de novelas del mismo nombre de Kass Morgan.
La serie sigue a un grupo de sobrevivientes en el posapocalípsis, principalmente a un grupo de adolescentes criminales, incluidos Clarke Griffin (Eliza Taylor), Finn Collins (Thomas McDonell), Bellamy Blake (Bob Morley), Octavia Blake (Marie Avgeropoulos), Jasper Jordan (Devon Bostick), Monty Green (Christopher Larkin), Raven Reyes (Lindsey Morgan), John Murphy (Richard Harmon) y Wells Jaha (Eli Goree). Se encuentran entre las primeras personas de un hábitat espacial, el Arca, en regresar a la Tierra después de un devastador apocalipsis nuclear. Otros personajes principales incluyen a la Dra. Abby Griffin (Paige Turco), la madre de Clarke; Marcus Kane (Henry Ian Cusick), un miembro del consejo en el Arca; y Thelonious Jaha (Isaiah Washington), canciller del Arca y padre de Wells.
En abril de 2019, la serie fue renovada por una séptima y última temporada, de 16 episodios, que se estrenó el 20 de mayo de 2020 y finalizó el 30 de septiembre de 2020.

## Sinopsis
Noventa y siete años después de que un devastador apocalipsis nuclear aniquilara casi toda la vida en la Tierra, miles de personas ahora viven en una estación espacial que orbita la Tierra, que llaman el Arca. Tres generaciones han nacido en el espacio, llevando a la población del Arca más allá de su capacidad de carga. Cien detenidos juveniles son enviados a la Tierra en un último intento de determinar si es habitable. Descubren que algunos sobrevivieron al apocalipsis: los terrestres, que viven en clanes encerrados en una lucha de poder; los Grounders, otro grupo de terrestres que los Montañeses han convertido en caníbales; y los Montañeses, que viven en el Monte Weather, descendientes de aquellos que se encerraron antes del apocalipsis. Bajo el liderazgo de Bellamy y Clarke, los jóvenes intentan sobrevivir en las duras condiciones de la superficie, luchar contra los terrestres hostiles y establecer comunicación con el Arca.
En la segunda temporada, cuarenta y ocho de los detenidos restantes son capturados y llevados al Monte Weather por los Montañeses, que transfunden sangre de terrestres encarcelados como tratamiento antirradiación, ya que sus cuerpos no se han adaptado para lidiar con la radiación restante en la Tierra. Las pruebas médicas de los cuarenta y ocho muestran que su médula ósea permitirá que los Montañeses sobrevivan fuera de la contención, por lo que comienzan a tomar la médula ósea de los jóvenes. Mientras tanto, los habitantes del Arca aterrizaron varias estaciones en la Tierra y comenzaron una alianza con los terrestres para salvar a sus gentes, nombrando el asentamiento principal en la Estación Alfa «Campamento Jaha». La temporada termina con la masacre de los Montañeses para salvar a los prisioneros.
En la tercera temporada, la Estación Alfa pasó a llamarse Arkadia, se encuentra bajo una nueva administración cuando Pike, un exmaestro y mentor en el Arca, es elegido canciller y comienza una guerra con los terrestres. Pike mata a un campamento de guerreros terrestres mientras duermen, lo que daña aún más su relación ya frágil con ellos. Una inteligencia artificial llamada ALIE, a quien se le ordenó mejorar la vida de la humanidad, se revela que respondió resolviendo el problema de la sobrepoblación humana realizando el apocalipsis nuclear que devastó la Tierra, y comienza a usar chips de computadora ingeribles para tomar el control de las mentes de las personas. ALIE finalmente es destruida, pero no sin avisar de un inminente desastre apocalíptico.
En la cuarta temporada, cientos de reactores nucleares en todo el planeta se están derritiendo debido a décadas de negligencia y abandono que provocarán que la mayoría del planeta se vuelva inhabitable. Clarke y los demás buscan formas de sobrevivir a la próxima ola de radiación. Cuando se descubre que los terrestres con sangre negra, conocidos como los Sangre Nocturna, pueden metabolizar la radiación, Clarke y los demás intentan recrear la fórmula, pero no la prueban. Se descubre un viejo búnker que puede proteger a 1.200 personas durante más de cinco años desde el nuevo apocalipsis; cada uno de los doce clanes selecciona a cien personas para quedarse en el búnker. Un pequeño grupo decide regresar al espacio e intentar sobrevivir en los restos del Arca. Clarke, que ahora es una sangre nocturna, permanece sola en la superficie de la Tierra.
En la quinta temporada, seis años después de la fusión de los reactores nucleares, una nave de transporte de prisioneros llega al único punto verde que queda en la Tierra, donde Clarke y Madi, una terrestre Sangre Nocturna que también sobrevivió a la ola de radiación que barrió el planeta, han estado viviendo. Los que sobrevivieron en el espacio y en el búnker regresan sanos y salvos al suelo. Comienza una lucha por el Shallow Valley entre los prisioneros y un nuevo clan unido, conocido como Wonkru, que resulta en una batalla que termina con la destrucción del valle. Los sobrevivientes escapan al espacio y se quedan en criosueño mientras esperan que la Tierra se recupere. Sin embargo, Monty descubre que la Tierra aparentemente nunca se recuperará y, antes de morir de viejo, pone la nave prisión en rumbo a un nuevo planeta.
En la sexta temporada, después de 125 años en criosueño, Clarke, Bellamy y los demás se despiertan para descubrir que ya no están orbitando la Tierra y han sido llevados a un nuevo planeta habitable, Alfa, también conocido como Sanctum. Después de aterrizar en este planeta, descubren una nueva sociedad, liderada por familias gobernantes conocidas como los Originales. También descubren nuevos peligros en este nuevo planeta, y un misterioso grupo rebelde, conocido como los Hijos de Gabriel, así como la misteriosa Anomalía. Clarke cae víctima de los Originales y termina en una batalla con una de ellos por el control de su cuerpo, una lucha que finalmente gana. La temporada termina con la muerte de la mayoría de los Originales, pero también con la pérdida de Abby Griffin y Marcus Kane. A lo largo de la temporada, Madi es perseguida en la Llama por el espíritu del Comandante Oscuro, un malvado líder de los terrestres que gobernó cuando Indra era una niña. Para salvar a Madi, Raven se ve obligada a destruir la Llama, pero el Comandante Oscuro escapa.
La séptima temporada encuentra a los habitantes de Sanctum tratando de encontrar una manera de vivir juntos en paz, después de las secuelas de los acontecimientos de la temporada anterior, mientras luchan contra el Comandante Oscuro resucitado. Al mismo tiempo, Clarke y otros entran en conflicto con los misteriosos Discípulos, humanos de otro planeta que están convencidos de que Clarke tiene la clave para ganar la última guerra que se avecina. La temporada también explora la misteriosa Anomalía introducida en la sexta temporada, ahora identificada como un agujero de gusano que une seis planetas, uno de ellos la Tierra regenerada, entre sí. Después de desaparecer y ser creído muerto durante un tiempo, Bellamy regresa, pero se convierte a la causa de los Discípulos, lo que finalmente lleva a su muerte a manos de Clarke. Al final de la serie, el Comandante Oscuro es asesinado permanentemente por Indra y la humanidad alcanza la Trascendencia, aparte de Clarke que cometió un asesinato durante la prueba. Clarke regresa a la Tierra donde sus amigos sobrevivientes y el nuevo novio de Octavia, Levitt, deciden unirse a ella para una nueva vida pacífica, aunque Madi eligió quedarse Trascendida.

## Elenco y personajes
- Eliza Taylor como Clarke Griffin[nota 1]
- Paige Turco como Abigail «Abby» Griffin (temporadas 1-6; invitada: temporada 7)[nota 2]
- Thomas McDonell como Finn Collins (temporadas 1-2)[nota 3]
- Eli Goree como Wells Jaha (temporada 1; invitado: temporada 2)[nota 4]
- Marie Avgeropoulos como Octavia Blake
- Bob Morley como Bellamy Blake[nota 5]
- Kelly Hu como Callie «Cece» Cartwig (temporada 1)[nota 6]
- Christopher Larkin como Monty Green (temporadas 1-5; invitado: temporada 6)
- Devon Bostick como Jasper Jordan (temporadas 1-4)
- Isaiah Washington como Thelonious Jaha (temporadas 1-5)[nota 7]
- Henry Ian Cusick como Marcus Kane (temporadas 1-6)
- Lindsey Morgan como Raven Reyes (temporadas 2-7; recurrente: temporada 1)[5]
- Ricky Whittle como Lincoln (temporadas 2-3; recurrente: temporada 1)[5]
- Richard Harmon como John Murphy (temporadas 3-7; recurrente: temporadas 1-2)[6]
- Zach McGowan como Roan (temporada 4; recurrente: temporada 3; invitado: temporada 7)[7]
- Tasya Teles como Echo / Ash (temporadas 5-7; recurrente: temporada 4; invitada: temporadas 2-3)[8]
- Shannon Kook como Jordan Green (temporadas 6-7; invitado: temporada 5)
- JR Bourne como Russell Lightbourne VII (recurrente: temporada 6; invitado: temporada 7) y Malachi / Sheidheda (temporada 7)[nota 8]
- Chuku Modu como Gabriel Santiago (temporada 7; recurrente: temporada 6)
- Shelby Flannery como Hope Diyoza (temporada 7; invitada: temporada 6)

Notas
1. ↑  Taylor también interpreta a Josephine Lightbourne VIII en la sexta temporada.
2. ↑  Turco también interpreta a Simone Lightbourne VII en la sexta temporada.
3. ↑  McDonnell fue acreditado en el elenco principal de los primeros nueve episodios de la segunda temporada.
4. ↑  Goree fue acreditado en el elenco principal de los primeros tres episodios de la primera temporada.
5. ↑  Morley fue acreditado en el elenco principal durante los primeros trece episodios de la séptima temporada.
6. ↑  Hu fue acreditada en el elenco principal del episodio piloto.
7. ↑  Washington fue acreditado en el elenco principal de los primeros dos episodios de la quinta temporada.
8. ↑  Sheidheda fue interpretado por Dakota Daulby en la temporada 6 como recurrente y temporada 7 como invitado.

## Episodios
Los 100 se estrenó el 19 de marzo de 2014. El 8 de mayo de 2014, The CW renovó Los 100 para una segunda temporada, que se estrenó el 22 de octubre de 2014. El 11 de enero de 2015, The CW renovó la serie para una tercera temporada, que se estrenó el 21 de enero de 2016. El 12 de marzo de 2016, Los 100 fue renovada por una cuarta temporada de 13 episodios, que se estrenó el 1 de febrero de 2017. El 10 de marzo de 2017, The CW renovó la serie por una quinta temporada, que se estrenó el 24 de abril de 2018. El 9 de mayo de 2018, la serie fue renovada por una sexta temporada, que se estrenó el 30 de abril de 2019. El 24 de abril de 2019, The CW renovó la serie por una séptima temporada, que consistirá en 16 episodios y se estrenó el 20 de mayo de 2020. En agosto de 2019, se anunció que la séptima temporada sería la temporada final, terminando el programa con un total de 100 episodios.
| Temporada | Temporada | Episodios | Episodios | Emisión original      | Emisión original         | Posición | Audiencia (en millones) |
| Temporada | Temporada | Episodios | Episodios | Primera emisión       | Última emisión           | Posición | Audiencia (en millones) |
| --------- | --------- | --------- | --------- | --------------------- | ------------------------ | -------- | ----------------------- |
|           | 1         | 13        | 13        | 19 de marzo de 2014   | 11 de junio de 2014      | 150      | 2,59                    |
|           | 2         | 16        | 16        | 22 de octubre de 2014 | 11 de marzo de 2015      | 157      | 2,46                    |
|           | 3         | 16        | 16        | 21 de enero de 2016   | 19 de mayo de 2016       | 165      | 1,94                    |
|           | 4         | 13        | 13        | 1 de febrero de 2017  | 24 de mayo de 2017       | 158      | 1,47                    |
|           | 5         | 13        | 13        | 24 de abril de 2018   | 7 de agosto de 2018      | 182      | 1,61                    |
|           | 6         | 13        | 13        | 30 de abril de 2019   | 6 de agosto de 2019      | 165      | 1,30                    |
|           | 7         | 16        | 16        | 20 de mayo de 2020    | 30 de septiembre de 2020 | 185      | 0,62                    |

## Audiencias
| Temporada | Horario (ET)                                     | Episodios | Primera emisión       | Primera emisión      | Última emisión           | Última emisión       | Ranking | Prom. de espectadores (millones) | Adultos de 18–49 años (promedio) |
| Temporada | Horario (ET)                                     | Episodios | Fecha                 | Audiencia (millones) | Fecha                    | Audiencia (millones) | Ranking | Prom. de espectadores (millones) | Adultos de 18–49 años (promedio) |
| --------- | ------------------------------------------------ | --------- | --------------------- | -------------------- | ------------------------ | -------------------- | ------- | -------------------------------- | -------------------------------- |
| 1         | miércoles 9:00 p. m.                             | 13        | 19 de marzo de 2014   | 2,73                 | 11 de junio de 2014      | 1,68                 | 150     | 2,59                             | 1,1                              |
| 2         | miércoles 9:00 p. m.                             | 16        | 22 de octubre de 2014 | 1,54                 | 11 de marzo de 2015      | 1,34                 | 157     | 2,46                             | 0,9                              |
| 3         | jueves 9:00 p. m.                                | 16        | 21 de enero de 2016   | 1,88                 | 19 de mayo de 2016       | 1,31                 | 165     | 1,94                             | 0,7                              |
| 4         | miércoles 9:00 p. m.                             | 13        | 1 de febrero de 2017  | 1,21                 | 24 de mayo de 2017       | 0,91                 | 158     | 1,47                             | —                                |
| 5         | martes 9:00 p. m. (1–8) martes 8:00 p. m. (9–13) | 13        | 24 de abril de 2018   | 1,43                 | 7 de agosto de 2018      | 0,99                 | 182     | 1,61                             | 0,5                              |
| 6         | martes 9:00 p. m.                                | 13        | 30 de abril de 2019   | 0,86                 | 6 de agosto de 2019      | 0,59                 | 165     | 1,30                             | 0,4                              |
| 7         | miércoles 8:00 p. m.                             | 16        | 20 de mayo de 2020    | 0,80                 | 30 de septiembre de 2020 | 0,61                 | —       | —                                | —                                |

## Producción

### Desarrollo
En enero de 2013, The CW anunció que ordenó la realización de un piloto basado en el libro de Kass Morgan, The 100. El 9 de mayo, fue anunciado que la cadena recogería el piloto para desarrollar una serie para la temporada 2013-2014. Finalmente, el 12 de junio fue revelado que el estreno de la serie sería relegado para la mitad de la temporada.
El 8 de mayo de 2014, The CW anunció la renovación de la serie para una segunda temporada, que fue estrenada el 22 de octubre de 2014 y consta de 16 episodios. El 11 de enero de 2015, la serie fue renovada para una tercera temporada, que fue estrenada el 21 de enero de 2016. El 11 de marzo de 2016, The CW renovó la serie para una cuarta temporada, que fue estrenada el 1 de febrero de 2017. El 10 de marzo de 2017, The CW renovó la serie para una quinta temporada, que consta de trece episodios y se estrenó el 24 de abril de 2018.

### Casting
El 28 de febrero de 2013, fueron anunciados Eliza Taylor como Clarke Griffin, la líder del grupo que es enviado a la Tierra; Marie Avgeropoulos como Octavia Blake, una hija nacida ilegalmente que vive cautiva; Henry Ian Cusick como el concejal Marcus Kane, Bob Morley como Bellamy Blake, el hermano mayor de Octavia y Eli Goree como Wells Jaha. En marzo de 2013, fueron anunciadas las incorporaciones de Paige Turco como Abby Griffin, la madre de Clarke; Isaiah Washington, como Thelonious Jaha, el líder de los sobrevivientes; Christopher Larkin como Monty Green, quien usa su inteligencia y sentido del humor para ayudar a Clarke y Kelly Hu como "Cece" Cartwig, la jefa de comunicaciones en la estación espacial. Thomas McDonell como Finn Collins y Devon Bostick como Jasper Jordan fueron anunciados pocos días después.

## Serie precuela
En octubre de 2020, Rothenberg comenzó a desarrollar una serie precuela de Los 100 para The CW. Se ordenó un episodio piloto de puerta trasera que se emitió como el octavo episodio, titulado «Anaconda», de la séptima y última temporada de Los 100. La serie precuela planeaba mostrar los «97 años antes de los sucesos de la serie original», los cuales comienzan con «el fin del mundo, un apocalipsis nuclear que borra a la mayoría de la población humana de la Tierra, y sigue a una banda de sobrevivientes en la tierra mientras aprenden a sobrellevar un mundo peligroso mientras luchan para crear una sociedad nueva y mejor a partir de las cenizas de lo que vino antes».
En febrero de 2020, se informó que Iola Evans, Adain Bradley y Leo Howard fueron elegidos como Callie, Reese y August, respectivamente.
En noviembre de 2021, The CW confirmó que la precuela fue oficialmente cancelada.